# Heinrich von Pechmann

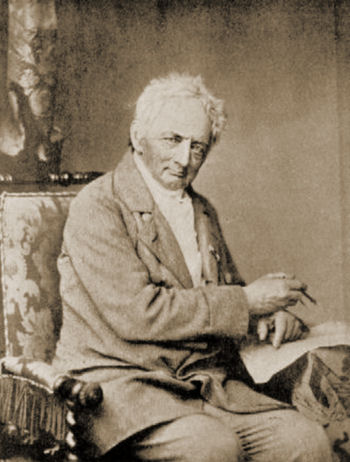
Heinrich Freiherr von Pechmann kurz vor seinem Tod im Jahre 1861

Heinrich Joseph Alois Freiherr von Pechmann (* 26. Februar 1774 in Regen; † 4. Juli 1861 in München) war ein deutscher Wasserbauingenieur.

## Leben
Er war der Sohn von Heinrich von Pechmann und dessen Ehefrau Maria Ludovica. Ab 1790 besuchte Pechmann die Militärakademie Ingolstadt und wurde 1792 Leutnant in einem Infanterieregiment der Bayerischen Armee. Dafür, einem Kameraden im Jahr 1796 bei einem Feldzug zur Flucht verholfen und dadurch selbst in Gefangenschaft geraten zu sein, erhielt er als einer der ersten den Militär-Max-Joseph-Orden.
Von 1800 bis 1801 nahm er am Feldzug gegen Frankreich teil und erreichte den Rang eines Hauptmanns. 1804 reichte er dann seinen Abschied aus dem Militärdienst ein.
Schon nach seiner Versetzung im Jahr 1798 nach Landshut hatte er begonnen, sich für die Naturwissenschaften zu interessieren. Und als Privatmann begann er nun ein Studium der Bautechnik. Nach Abschluss des Studiums trat Pechmann als Fachmann der allgemeinen Bautechnik wieder in den Staatsdienst ein und wurde 1807 Inspektor im Wasser- und Straßenbauwesen. 1809 folgte die Ernennung zum Vorstand der Direktion für Straßen- und Flussbau in Würzburg.
Am 8. Juni 1812 heiratete Pechmann in Würzburg Maria Barbara von Lurz (1791–1837). Mit ihr bekam er insgesamt elf Kinder, von denen jedoch vier schon im Kindesalter verstarben.
Im Jahr 1818 wurde er nach München in das Centrale Brücken-, Wasser- und Straßenbau Bureau, dem Vorgänger der Bayerischen Obersten Baubehörde berufen, wo er im Rang eines Baurats tätig war.

## Grabstätte

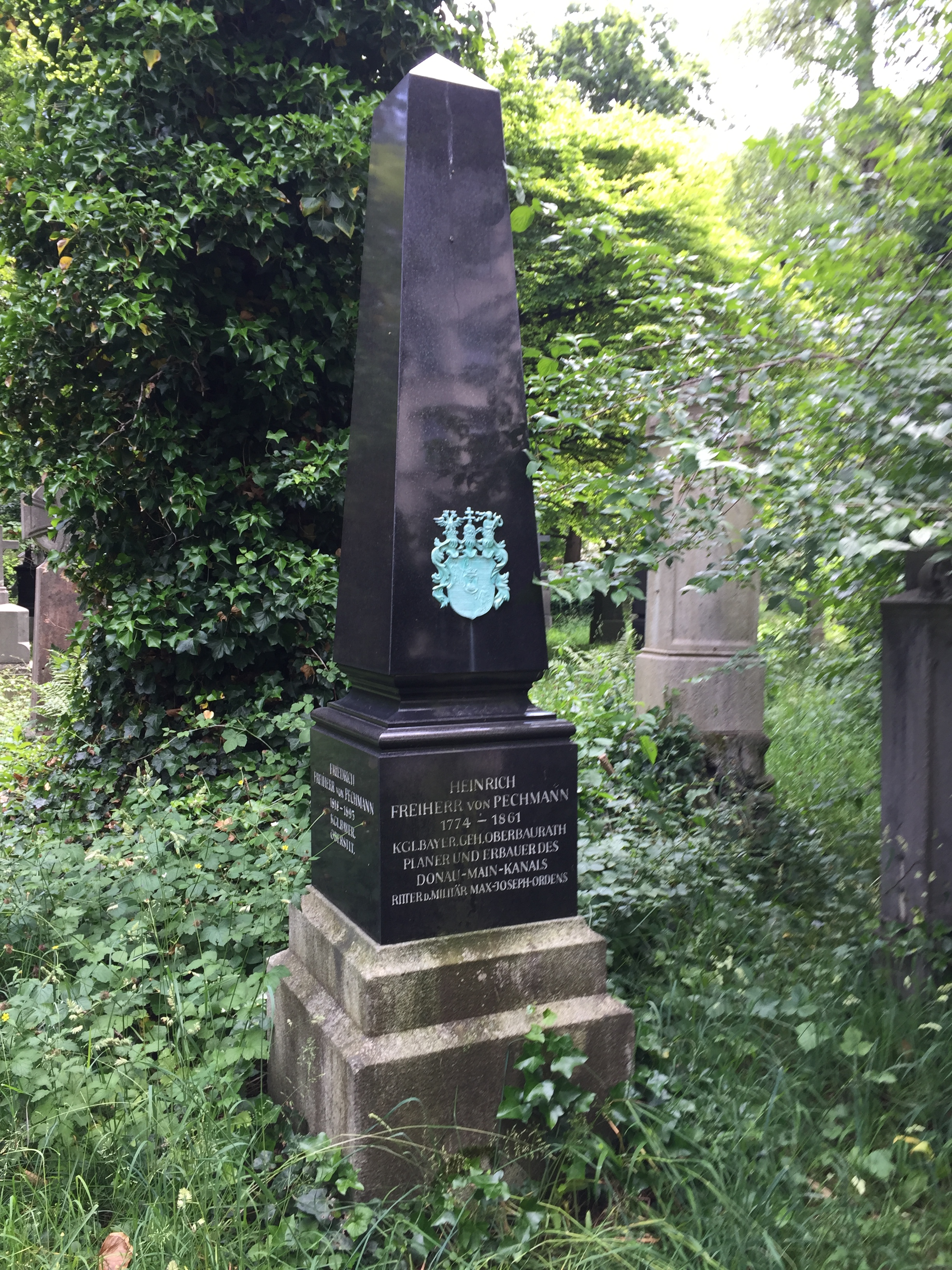
Grab von Heinrich Pechmann auf dem Alten Südlichen Friedhof in München

Die Grabstätte von Heinrich Pechmann befindet sich auf dem Alten Südlichen Friedhof in München (Gräberfeld 14 – Reihe 11 – Platz 18/19) Standort.

## Leistungen
Seit 1820 befasste sich Pechmann mit der Entwässerung und Kultivierung des Donaumooses. Ab 1822 verfasste er als Fachbuchautor mehrere Bücher zum Wasserbau.
Sein größtes Werk ist die Planung des Ludwig-Donau-Main-Kanals für Ludwig I. Diese begann er 1826 nach dem königlichen Auftrag, einen Verbindungskanal von Donau und Main baufertig auszuarbeiten. Vorüberlegungen dazu hatte er sich schon früher in diesem Jahr bei der Planung einer Wasserstraße aus dem Voralpenland nach München und weiter zur Donau oberhalb von Regensburg gemacht.
Bei der Planung des „Ludwig-Canals“ musste er sich gegen die zum Teil unsachliche Kritik vieler damaliger Sachverständiger, darunter Kapazitäten wie Carl Friedrich von Wiebeking und Joseph von Baader erwehren. Dennoch konnte er seine Planungen 1830 zur Zufriedenheit des Königs abschließen.
Im Januar 1843 führten schon länger schwelende Unstimmigkeiten zwischen ihm und dem Vorstand der Obersten Baubehörde sowie von dort ausgehende Intrigen zu seiner Entlassung als Erster Vorstand der Kanalbaudirektion. Die Probleme beim Bau des Kanals, speziell der nötige Abbruch und Wiederaufbau des Brückkanals über die Schwarzach, werden manchmal auch als Gründe für die Entlassung angeführt. Dass diese ein echter Grund für die Entlassung waren, ist zu bezweifeln, da die Vorgänge um den Kanalbau im Jahr 1846 zu Untersuchungen des bayerischen Parlaments führten. Darin wurden Hintergründe offengelegt und Pechmann 1847 vom König persönlich rehabilitiert und mit dem Komturkreuz des Verdienstordens der Bayerischen Krone ausgezeichnet.
Als er im Sommer 1852 sein Werk, den Ludwig-Donau-Main-Kanal, mit dem Schiff bereiste, entstand sein letztes Buch, in dem er die Beobachtungen seiner Reise und den Bau des Kanals beschreibt.

## Schriften
- Anleitung zum Bau und zur Unterhaltung der Haupt- und Vicinal-Straßen. 1822
- Über den früheren und gegenwärtigen Zustand des Wasser- und Straßenbaues im Königreich Baiern. 1822
- Praktische Anleitung zum Flußbaue. 2 Bände 1825 und 1826
- Über die Verbindung der Donau mit dem Main und dem Rhein etc. 1828
- Über die Verbesserung und Entwicklung von Feuerungsanstalten für den gewöhnlichen häuslichen Gebrauch. 1831
- Geschichte der Austrocknung und der Cultur des Donaumoos in Bayern. 1832
- Entwurf für den Kanal zur Verbindung der Donau mit dem Maine. 1832
- Über die Rückberufung des Baumeisters des Ludwig-Canales vom Baue desselben und dessen Versetzung in den Ruhestand. 1843
- Der Ludwig-Canal – Eine kurze Beschreibung dieses Canales und die Ausführung desselben. 1846
- Betrachtungen für die Baukunst mit vorzüglicher Hinsicht auf Bayern. 1847
- Der Ludwig-Canal – Kurze Geschichte seines Baues und seiner noch bestehenden Mängel und die Mittel, diese zu entfernen und den Canal zu seiner Vollkommenheit zu erheben. 1854